# Раванна (Міссурі)
Раванна (англ. Ravanna) — переписна місцевість (CDP) в США, в окрузі Мерсер штату Міссурі. Населення — 60 осіб (2020).

## Географія
Раванна розташована за координатами 40°27′28″ пн. ш. 93°27′26″ зх. д. / 40.45778° пн. ш. 93.45722° зх. д. (40.457777, -93.457320).  За даними Бюро перепису населення США в 2010 році переписна місцевість мала площу 10,28 км², з яких 10,24 км² — суходіл та 0,03 км² — водойми.

## Демографія
Згідно з переписом 2010 року, у переписній місцевості мешкало 98 осіб у 41 домогосподарстві у складі 23 родин. Густота населення становила 10 осіб/км².  Було 50 помешкань (5/км²).
Расовий склад населення:
| - 99,0 % — білих |

До двох чи більше рас належало 1,0 %. Частка іспаномовних становила 1,0 % від усіх жителів.
За віковим діапазоном населення розподілялося таким чином: 18,4 % — особи молодші 18 років, 65,3 % — особи у віці 18—64 років, 16,3 % — особи у віці 65 років та старші. Медіана віку мешканця становила 41,0 року. На 100 осіб жіночої статі у переписній місцевості припадало 139,0 чоловіків;  на 100 жінок у віці від 18 років та старших — 142,4 чоловіків також старших 18 років.
Цивільне працевлаштоване населення становило 15 осіб. Основні галузі зайнятості: освіта, охорона здоров'я та соціальна допомога — 60,0 %, оптова торгівля — 40,0 %.